# Nyctiophylax archemoros
Nyctiophylax archemoros är en nattsländeart som beskrevs av Malicky 1999. Nyctiophylax archemoros ingår i släktet Nyctiophylax och familjen fångstnätnattsländor. Inga underarter finns listade i Catalogue of Life.